# Worthington Hooker
Worthington Hooker (3 de marzo de 1806 - 6 de noviembre de 1867) fue un médico estadounidense, nacido en Springfield, Massachusetts. La escuela Worthington Hooker en New Haven, Connecticut, lleva su nombre. 
Se graduó en la Universidad de Yale en 1825 y en la Universidad de Harvard con un título en Medicina en 1829. Practicó en Connecticut hasta 1852. Posteriormente, fue profesor de teoría y práctica de medicina en Yale. Fue vicepresidente de la Asociación Médica Americana en 1864. Sus principales obras son: 
- Physician and Patient (Traducción: Médico y paciente) (1984)
- Homeopathy: An Examination of the Doctrines and Evidences (Traducción: Homeopatía: un examen de las doctrinas y las evidencias) (1852)
- Human physiology (Traducción:Fisiología humana) (1854)
- Rational Therapeutics (Traducción: Terapéutica racional) (1857)
- Child's Book of Nature 3 volumes (Traducción: Libro infantil de la naturaleza 3 volúmenes) (1857)

El libro de Hooker, Médico y Paciente, ha sido descrito como la contribución más original de los Estados Unidos a la ética médica en el siglo XIX.